# Traslitterazione della lingua egizia
Nel campo dell'egittologia, per traslitterazione dei testi scritti in lingua egizia si intende il processo di conversione (o mappatura) dai geroglifici (o dai loro equivalenti ieratici e demotici) a simboli alfabetici che li rappresentano. Questo processo facilita la pubblicazione dei testi, nei quali l'inclusione di fotografie o disegni di un documento egizio è poco pratica.
Bisogna sottolineare il fatto che traslitterazione e trascrizione non sono la stessa cosa: la trascrizione, infatti, cerca di riprodurre il modo in cui le parole erano pronunciate adattandolo all'ortografia di un'altra lingua. Ad esempio, il nome del fondatore della XXII dinastia è traslitterato ššnq ma trascritto Sheshonq in italiano, Shoshenq in inglese, Chéchanq in francese, Sjesjonk in olandese e Scheschonq in tedesco. Poiché la fonetica dell'antica lingua egizia non è ancora conosciuta completamente, la maggior parte delle trascrizioni è solamente teorica. Gli egittologi, pertanto, si affidano alla traslitterazione nelle pubblicazioni scientifiche.

## Sistemi standard di traslitterazione
Nonostante l'importanza che la traslitterazione riveste nel campo dell'egittologia, non esiste un unico sistema standard in uso per i testi geroglifici e ieratici. Qualcuno potrebbe argomentare che esistono tanti sistemi di traslitterazione quanti sono gli egittologi. Ad ogni modo, ci sono alcuni sistemi, tra loro correlati, che possono essere considerati convenzionali. Molti egittologi usano il sistema descritto da Alan Gardiner (Egyptian Grammar, I ed. 1927), mentre la maggior parte degli egittologi di lingua tedesca opta per quello usato nel dizionario standard della lingua egizia, il Wörterbuch der ägyptischen Sprache (Erman e Grapow 1926-1953). C'è comunque una tendenza crescente, anche tra gli studiosi di lingua inglese, ad adottare una versione modificata del metodo usato nel Wörterbuch (ad esempio, Allen 2000-2010-2014).
Sebbene questi approcci convenzionali siano stati ampiamente accettati ed utilizzati a partire dalla seconda metà del XIX secolo fino ai giorni nostri, recentemente ci sono stati alcuni tentativi di adottare un sistema modificato che si basi in un certo modo sull'alfabeto fonetico internazionale (IPA). Tra questi, quello che ha avuto più successo è il sistema sviluppato da Wolfgang Schenkel (1990), utilizzato piuttosto ampiamente in Germania e in altri paesi di lingua tedesca. Più recente è una proposta di Thomas Schneider (2003), ancora più vicina all'IPA, ma non ancora diffusamente utilizzata. La principale critica che viene mossa contro questi sistemi è che danno l'impressione di essere scientificamente più accurati rispetto alla pronuncia della lingua egizia, accuratezza che è però molto discutibile. Infatti, il sistema si basa sulla pronuncia teorica che avrebbe dovuto avere l'egiziano medio e non tiene in considerazione le fasi più antiche e più recenti della lingua, che andrebbero traslitterate anch'esse con lo stesso sistema.

## Traslitterazione elettronica
Nel 1984 un sistema di traslitterazione standard, basato sul codice ASCII, fu proposto da un gruppo internazionale di egittologi alla prima Table ronde informatique et égyptologie, ed in seguito fu pubblicato nel 1988 (Buurman, Grimal, et al., 1988). Questo sistema è conosciuto oggi come Manuel de codage (o MdC), dal titolo francese della pubblicazione (Inventaire des signes hiéroglyphiques en vue de leur saisie informatique: Manuel de codage des textes hiéroglyphiques en vue de leur saisie sur ordinateur). È ampiamente utilizzato nelle mailing list e nei forum di discussione in internet, sia da egittologi professionisti come da un pubblico interessato.
Il sistema del Manuel de codage non fornisce solamente delle semplici traslitterazioni alfabetiche, ma specifica anche un complesso metodo per codificare elettronicamente interi antichi testi egizi, indicando caratteristiche come il posizionamento, l'orientamento e la dimensione dei singoli segni geroglifici. Questo sistema è usato (anche se spesso con modifiche) da vari pacchetti software sviluppati per comporre testi geroglifici (come WinGlyph, MacScribe, InScribe, Glyphotext, WikiHiero, e altri).

### Unicode
I progressi dello standard Unicode hanno reso possibile la quasi completa traslitterazione dei testi egizi utilizzando un font Unicode relativamente completo, senza dovere utilizzare un font specifico per la traslitterazione (come si faceva spesso in passato). La tabella dei vari schemi di traslitterazione qui di seguito, ad esempio, utilizza Unicode.
Ci sono però tre caratteri che non sono ancora inclusi nell'Unicode 4.0 ma sono stati proposti per l'Unicode 4.1. Questi sono il cosiddetti alef (rappresentato qui come <ȝ>), yod (rappresentato qui come <ỉ> Unicode U+1EC9) e 'ayin (rappresentato qui come <ˁ> Unicode U+02C1).

## Demotico
Essendo l'ultimo stadio della lingua egizia prima del copto, il demotico è stato a lungo traslitterato utilizzando gli stessi sistemi adoperati per i testi geroglifici e ieratici. Nel 1980 però i demotisti adottarono uno standard di traslitterazione uniforme ed internazionale basato sul sistema utilizzato per i geroglifici, ma con l'aggiunta di ulteriori simboli per le vocali (che sono indicate frequentemente nel demotico) e per altre lettere che erano scritte nei testi demotici. Questo metodo è utilizzato dal dizionario demotico dell'istituto di studi orientali dell'Università di Chicago (in inglese, Demotic Dictionary of the Oriental Institute of the University of Chicago, vedi anche il sito CDD). Poiché questo sistema è di interesse solamente per gli specialisti dello studio del demotico, per maggiori dettagli si può fare riferimento alla bibliografia che segue:
- Françoise de Cenival, Unification des méthodes de translittération, 10:2–4, Enchoria: Zeitschrift für Demotistik und Koptologie, 1980.
- Janet H. Johnson, CDDP Transliteration System,  10:5–6, Enchoria, 1980.
- Janet H. Johnson, Thus Wrote 'Onchsheshonqy: An Introductory Grammar of Demotic, 2ª ed., Studies in Ancient Oriental Civilization 45, University of Chicago Press, Chicago, 1991.
- William John Tait, The Transliteration of Demotic, 11:67–76, Enchoria, 1982.
- Heinz-Josef Thissen, Zur Transkription demotischer Texte, 10:7–9, Enchoria, 1980

## Tavola di confronto dei vari sistemi di traslitterazione
| A |

| A |

| i |

| i |

| i | i |

| i | i |

| a |

| a |

| w |

| w |

| b |

| b |

| p |

| p |

| f |

| f |

| m |

| m |

| n |

| n |

| r |

| r |

| h |

| h |

| H |

| H |

| x |

| x |

| X |

| X |

| z |

| z |

| s |

| s |

| S |

| S |

| q |

| q |

| k |

| k |

| g |

| g |

| t |

| t |

| T |

| T |

| d |

| d |

| D |

| D |

## Esempio di traslitterazione utilizzando i diversi sistemi
Il testo seguente (scritto utilizzando WikiHiero) è traslitterato in basso secondo alcuni degli schemi più comuni.
| M23 | X1 · R4 | X8 | Q2 · D4 | W17 | R14 | G4 | R8 | O29 · V30 | U23 | N26 | D58 | O49 · Z1 | F13 · N31 | V30 · N16 · N21 · Z1 | D45 · N25 |

(Questo testo è solitamente tradotto "un'offerta che il re consegna a Osiride, Primo degli Occidentali [cioè i morti], il Grande Dio, Signore di Abido e Upuaut, Signore della Terra Sacra [cioè la necropoli]." Può anche essere tradotto "un'offerta reale di Osiride, Primo degli Occidentali, il Grande Dio, Signore di Abido; e di Upuaut, Signore della Terra Sacra" [Allen 2000:§24.10].)
Erman & Grapow 1926–1953
- ḥtp-dỉ-nśwt wśỉr ḫntỉj ỉmntjw nṯr ˁȝ Ȝbḏw wp-wȝwt nb tȝ ḏśr

Gardiner 1927-1950-1957
- ḥtp-dỉ-nswt wsỉr ḫnty ỉmntỉw nṯr ˁȝ Ȝbḏw wp-wȝwt nb tȝ ḏsr

Buurman, Grimal, et al. 1988
- Htp-di-nswt wsir xnty imntiw nTr aA AbDw wp-wAwt nb tA Dsr
- Un'altra versione dello stesso testo, leggibile dal computer, è:
  - M23-X1:R4-X8-Q2:D4-W17-R14-G4-R8-O29:V30-U23-N26-D58-O49:Z1-F13:N31-V30:N16:N21*Z1-D45:N25

Schenkel 1991
- ḥtp-dỉ-nswt wsỉr ḫnty ỉmntjw nčr ˁȝ Ȝbč̣w wp-wȝwt nb tȝ č̣sr

Allen 2000-2010-2014
- ḥtp-dj-nswt wsjr ḫnty jmntjw nṯr ˁȝ Ȝbḏw wp-wȝwt nb tȝ ḏsr

Schneider 2003
- ḥtp-ḍỉ-nśwt wśỉr ḫnty ỉmntjw ncr ɗɹ ɹbc̣w wp-wɹwt nb tɹ c̣śr